# Amerikafeld und Schindkaute bei Steinheim
Amerikafeld und Schindkaute bei Steinheim este o arie protejată (arie specială de conservare — SAC, sit de importanță comunitară — SCI) din Germania întinsă pe o suprafață de 20,18 ha, integral pe uscat.

## Localizare
Centrul sitului Amerikafeld und Schindkaute bei Steinheim este situat la coordonatele 50°06′25″N 8°53′41″E / 50.1069°N 8.8947°E.

## Înființare
Situl Amerikafeld und Schindkaute bei Steinheim a fost declarat sit de importanță comunitară în aprilie 1999 pentru a proteja 5 specii de animale. Situl a fost protejat și ca arie specială de conservare în martie 2008.

## Biodiversitate
Situată în ecoregiunea continentală, aria protejată conține 3 habitate naturale: Vegetație psamofilă uscată cu pășuni deschise de Corynephorus și Agrostis, Pajiști cu Molinia pe soluri calcaroase, turboase sau argilos-nămoloase (Molinion caeruleae), Fânețe de joasă altitudine (Alopecurus pratensis, Sanguisorba officinalis).
La baza desemnării sitului se află mai multe specii protejate de  păsări (5): sfrâncioc roșiatic (Lanius collurio), ciocârlie de pădure (Lullula arborea), gaia neagră (Milvus migrans), gaia roșie (Milvus milvus), ciocănitoare verzuie (Picus canus).
Pe lângă speciile protejate, pe teritoriul sitului au mai fost identificate 9 specii de plante, 2 specii de păsări, 1 specie de amfibieni, 5 specii de nevertebrate, 1 specie de reptile.